# Haroldo Dilla Alfonso
Haroldo Dilla Alfonso (* 26. Februar 1952 in Havanna) ist ein kubanischer Historiker und Soziologe.

## Leben
Dilla studierte Geschichte an der Universität von Havanna und schloss das Studium 1972 als Lehrer für höhere Bildung ab. Zunächst arbeitete er als Geschichtslehrer in einem Pre-Universitario. Später lehrte er amerikanische Geschichte an der Schule für Journalistik der Universität Havanna sowie an der Pädagogischen Hochschule Matanzas. Nach postgradualen Studien in Kanada, wo er sich  an den Universitäten von Carleton und Ottawa mit Mikro- und Makroökonomie sowie Entwicklungstheorie beschäftigte, promovierte Dilla 2006 an der Eidgenössischen Technischen Hochschule Lausanne auf dem Gebiet der urbanen Soziologie zum PhD.
Von 1974 bis 1976 war Dilla als Berater zur Perfektionierung des Geschichtsunterrichtes in der höheren Bildung im Bildungsministerium tätig. Von 1980 bis 1996 war er Direktor und Forscher am Zentrum für amerikanische Studien (CEA) in Havanna, einer Denkfabrik der Kommunistischen Partei Kubas mit guten Kontakten zu US-amerikanischen Universitäten. Er galt bis zu seiner Immigration in die Dominikanische Republik zu den führenden sozialistischen Intellektuellen Kubas. Sein Spezialgebiet war die Geschichte Puerto Ricos. Jedoch war es ihm bis 1992 verwehrt, diese Insel zu bereisen.
In der zweiten Hälfte der 1980er Jahre, nachdem Fidel Castro eine Kampagne zur Berichtigung begangener Fehler proklamiert und zum kritischen Denken über Kubas Zukunft aufgerufen hatte, begann Dilla zusammen mit anderen kubanischen Gelehrten am CEA, wissenschaftlich fundierte Vorschläge für Reformen zu entwickeln. Sie zielten darauf ab, innerhalb des Sozialismus Elemente der Dezentralisierung, der erhöhten politischen Teilhabe der Bevölkerung, größerer ideologischer Vielfalt und einer effizienteren Wirtschaftsordnung zu realisieren. Die damit verbundene kritische Analyse des aktuellen Zustands der kubanischen Gesellschaft provozierte eine harte Reaktion der Staatsführung: 1996 bezeichnete Raúl Castro das CEA im kubanischen Fernsehen als „fünfte Kolonne des Imperialismus im Dienste der CIA“. Dilla und die übrige akademische Führung wurden entlassen und das CEA komplett umgebaut. 1999 wurde er dann wegen seiner „theoretischen Arbeit über Sozialismus und Demokratie“ aus der Partei ausgeschlossen.
Im Jahr 2000 bekam Dilla das Angebot, als Dozent in der Dominikanischen Republik zu arbeiten. Er nahm das Angebot an und verließ sein Heimatland. Von 2000 bis 2005 war er Generalkoordinator für Forschung an der Lateinamerikanischen Fakultät für Sozialwissenschaften (FLACSO). Heute ist er Direktor der Grupo de Estudios Multidisciplinarios Ciudades y Fronteras (etwa: Multidisziplinäre Studiengruppe für Städte und Grenzen) in der Dominikanischen Republik.
Haroldo Dilla lehrte als Gastprofessor an zahlreichen Universitäten Lateinamerikas, Europas, Kanadas und den USA. Darüber hinaus war er als Berater für verschiedene internationale Entwicklungsagenturen tätig.
Dilla lebt heute in Santo Domingo. In seinen Büchern und Aufsätzen tritt er weiterhin für eine generell linke Politik ein und betont die Notwendigkeit eines funktionierenden Sozialstaates.

## Werke (Auswahl)
- Participación y desarrollo en los municipios cubanos. CEA; La Habana, 1993.
- La democracia en Cuba y el diferendo con los Estados Unidos. CEA, La Habana, 1995.
- Alternativas de izquierda al neoliberalismo. FIM, Madrid 1997.
- Community Power and Grassroots Democracy. Zeed Books, NJ, 1997.
- Mercados Globales gobernabilidad local. Nueva Sociedad, Caracas, 2001.
- Los recursos de la gobernabilidad en la Cuenca del Caribe. Nueva Sociedad, Caracas, 2002.
- La migración transfronteriza urbana en la República Dominicana (PDF; 1,2 MB), Friedrich-Ebert-Stiftung 2011 (spanisch).
- Las encrucijadas de la política migratoria cubana (PDF, 201 kB), In: Nueva Sociedad Nr. 242, November/Dezember 2012 (spanisch).